# Miotonia
La miotonia è un segno clinico che caratterizza un piccolo gruppo di malattie neuromuscolari caratterizzate dal rilassamento ritardato (contrazione prolungata) dei muscoli scheletrici dopo contrazione volontaria o stimolazione elettrica.
Può essere un segno localizzato o sistemico, che riguarda la muscolatura volontaria striata, ove persiste la contrazione muscolare prolungata anche dopo la fine dello stimolo eccitatorio. Può altrimenti definirsi come una decontrazione ritardata. Spesso è il sintomo di una miopatia, una malattia primitiva del muscolo, in particolare delle miopatie canalopatiche o canalopatie neuromuscolari, e della distrofia muscolare miotonica.
Alla palpazione il muscolo contratto miotonicamente appare di consistenza aumentata, quasi lignea, potendo anche sconfinare sotto sforzo nel crampo doloroso e nello spasmo (la differenza è il crampo puro origina anche spontaneamente). Al rilascio muscolare possono poi notarsi fibrillazioni, pseudo-mioclono e pseudo-fascicolazioni (cosiddetta scarica miotonica). La miotonia può essere evocata sia dal paziente che dal medico tramite movimenti di contrazione o con martello per controllo di riflesso patellare.
Nelle malattie miotoniche possono essere presenti fatica muscolare, astenia, dolore, rigidità muscoloscheletrica, stanchezza e lassità addominale, lassità legamentosa, debolezza del muscolo, mioclono, difficoltà a deglutire, ipertonia moderata, ipertrofia patologica paradossa, non funzionale, in alcune unità, oppure ipotrofia. Alcune miotonie presentano problemi cardiaci (cardiomiopatia o aritmia), altre peggiorano col freddo o migliorano temporaneamente con l'utilizzo del muscolo. La prognosi è buona (con l'eccezione delle cardiomiotonie primitive e della distrofia miotonica di tipo 1 specie ad eccezione della forma tardiva, e di malattie degenerative) anche se si tratta di malattie croniche.
Si parla di pseudomiotonia quando sono presenti i sintomi ma non solitamente la presenza di tipiche scariche miotoniche francamente visibili di origine neurologica all'elettromiografia (ipereccitabilità neuromuscolare, sindrome della persona rigida, neuromiotonia o sindrome di Isaacs, in cui è presente anche il mioclono).

## Tipologia
Esistono vari tipi di miotonia a seconda del tipo di canale interessato dal disturbo (canalopatia), e quindi si può parlare di miotonia congenita se sono interessati i canali del cloro, se invece sono i canali del sodio quelli ad essere soggetti del disturbo ci si trova di fronte alla paralisi periodica iperkaliemica e via dicendo. Tale disturbo infine è tipico delle distrofie miotoniche e della sindrome di Isaac o neuromiotonia.
Il blefarospasmo è una forma di miotonia e distonia.

## Patologie che causano miotonia
- Distrofia miotonica di tipo 1 e 2
  - DM1 o malattia di Steinert
  - DM2 detta anche PROMM (proximal myotonic myopathy, miopatia miotonica prossimale) o malattia di Ricker
- Canalopatie neuromuscolari (es. miotonia congenita di Thomsen, miotonia congenita di Becker, paralisi periodica ipocaliemica di tipo 2, ecc.)
- Fenomeno pseudomiotonico della mano causato da mielopatia cervicale con stenosi spinale
- Fenomeno pseudomiotonico in corso di polineuropatia demielinizzante infiammatoria cronica o CIDP (sintomo raro), da malattia del motoneurone (SLA, atrofia muscolare spinale in particolare nella Malattia di Werdnig-Hoffmann), glicogenosi (es. malattia di Pompe, malattia di McArdle)
- Malattia di Charcot-Marie-Tooth con pseudomiotonia (tipologia rara)
- Pseudomiotonia acquisita in corso di altre neuropatie non specifiche o malattie del sistema nervoso
- Tetania ipocalcemica
- Fenomeno pseudomiotonico/ipereccitabilità neuromuscolare nella sindrome della persona rigida e nella neuromiotonia
- Miopatia in corso di sindrome di Schwartz-Jampel
- Pseudomiotonia in corso di atrofia muscolare spinale e bulbare (malattia di Kennedy)
- Pseudomiotonia in miopatia di Brody